# Lokale bestuurlijke gebieden van Zuid-Australië

Lokale bestuurlijke gebieden van Zuid-Australië

De Australische staat Zuid-Australië bevat 73 lokale bestuurlijke gebieden.

## A
Adelaide - 
Adelaide Hills - 
Alexandrina - 
Anangu Pitjantjatjara Yankunytjatjara

## B
Barossa - 
Barunga West - 
Berri Barmera - 
Burnside

## C
Campbelltown - 
Ceduna - 
Charles Sturt - 
Clare & Gilbert Valleys - 
Cleve - 
Coober Pedy - 
Coorong - 
Copper Coast

## E
Elliston

## F
Flinders Ranges - 
Franklin Harbour

## G
Gawler - 
Gerard - 
Goyder - 
Grant

## H
Holdfast Bay

## K
Kangaroo Island - 
Karoonda East Murray - 
Kimba - 
Kingston

## L
Le Hunte - 
Light - 
Lower Eyre Peninsula - 
Loxton Waikerie

## M
Mallala - 
Maralinga Tjarutja - 
Marion - 
Mid Murray - 
Mitcham - 
Mount Barker - 
Mount Gambier - 
Mount Remarkable - 
Murray Bridge

## N
Naracoorte Lucindale - 
Nepabunna - 
Northern Areas - 
Norwood, Payneham & St Peters

## O
Onkaparinga - 
Orroroo Carrieton

## P
Peterborough - 
Playford - 
Port Adelaide Enfield - 
Port Augusta - 
Port Lincoln - 
Port Pirie - 
Prospect

## R
Renmark Paringa - 
Robe - 
Roxby Downs

## S
Salisbury - 
Southern Mallee - 
Streaky Bay

## T
Tatiara - 
Tea Tree Gully - 
Tumby Bay

## U
Unley

## V
Victor Harbor

## W
Wakefield - 
Walkerville - 
Wattle Range - 
West Torrens - 
Whyalla

## Y
Yalata - 
Yankalilla - 
Yorke Peninsula